# Ragani
Ragani (en népalais : रगनी) est un comité de développement villageois du Népal situé dans le district d'Okhaldhunga. Au recensement de 2011, il comptait 3 701 habitants.